# Селеста-Эрстен
Селеста-Эрстен (фр. Sélestat-Erstein) — округ (фр. arrondissement) во Франции, один из округов в регионе Гранд-Эст. Департамент округа — Нижний Рейн. Супрефектура — Селеста.
Население округа на 2006 год составляло 146 469 человек. Плотность населения составляет 149 чел./км². Площадь округа составляет всего 981 км².
Создан в 1974 году путём объединения округов Селеста (arrondissement de Sélestat) и Эрстен (arrondissement d’Erstein).

## Кантоны
- Селеста (кантон) (центральное бюро — Селеста)
- Эрстен (центральное бюро — Эрстен)
- Оберне (центральное бюро — Оберне)

До 2015 года
- Барр (центральное бюро — Барр)
- Бенфельд (центральное бюро — Бенфельд)
- Вилле (центральное бюро — Вилле)
- Маркольсайм (центральное бюро — Маркольсайм)
- Оберне (центральное бюро — Оберне)
- Селеста (центральное бюро — Селеста)
- Эрстен (центральное бюро — Эрстен)